# Mîșkovîci, raionul Ternopil, regiunea Ternopil
Mîșkovîci (în ucraineană Мишковичі) este o comună în raionul Ternopil, regiunea Ternopil, Ucraina, formată numai din satul de reședință.

## Demografie
Componența lingvistică a comunei Mîșkovîci
     Ucraineană (99,76%)
     Alte limbi (0,19%)
Conform recensământului din 2001, majoritatea populației comunei Mîșkovîci era vorbitoare de ucraineană (99,76%), existând în minoritate și vorbitori de alte limbi.